# Sint-janskruid
Sint-janskruid (Hypericum perforatum) is een plant uit de hertshooifamilie (Hypericaceae). De vaste plant komt van nature oorspronkelijk voor in Europa, maar is van daaruit verder verspreid. Het kruid bloeit rond het Sint-Jansfeest op 24 juni, de tijd dat de zon op zijn hoogst staat, met gele bloemen die dan ook worden geoogst.
De soort is al lang in gebruik als geneeskrachtig kruid en is als plantaardig antidepressivum verkrijgbaar.

## Determinatie
De plant wordt 20–85 cm hoog en heeft een ronde stengel met tot twee smalle lijsten. De kale, elliptisch tot eironde, gaafrandige, 1,5–3 cm lange bladeren hebben talrijke doorzichtige punten en een stompe bladvoet. De doorzichtige puntjes zijn gevuld met etherische olie.
Sint-janskruid bloeit van juni tot september met gele bloemen. De kroonbladen zijn 1–1,6 cm lang. De kelkbladen zijn lancetvormig, spits en gaafrandig. De kroonbladen hebben weinig zwarte punten. De bloeiwijze is een tuil.
De vrucht is een doosvrucht met, uitsluitend lange, klierstrepen (vittae).

## Ecologie
De plant komt voor op droge, grazige, voedselrijke plaatsen langs wegen, spoorwegen en struikgewas.

## Gebruik

### Medisch gebruik
Verschillende stoffen in sint-janskruid kunnen verantwoordelijk zijn voor de aan fytotherapeutische bereidingen van deze plant toegeschreven antidepressieve effecten. De hypericinen worden als de belangrijkste psychoactieve stoffen in de plant beschouwd, met name gaat het dan om hypericine, pseudohypericine en hyperforine. De meeste wetenschappelijke studies met Hypericum zijn uitgevoerd met een op 0,3% hypericine gestandaardiseerd extract, waaraan in de medische literatuur gerefereerd wordt als "LI 160". Een aantal hypericumproducten op de markt zijn hiernaar gemodelleerd en zijn eveneens gestandaardiseerd op 0,3% hypericine.
De samenstelling van de verschillende sint-janskruidpreparaten varieert sterk. Sommige bevatten alleen hypericine, maar blijken toch werkzaam. Ongeveer 20% van de hypericine wordt geabsorbeerd en komt na 1 à 2 uur in de bloedstroom. Hypericine heeft een relatief lange halveringstijd en blijft meer dan 24 uur in de bloedstroom. Sint-janskruid remt, net als de conventionele antidepressiva, de neuronale heropname van lichaamseigen serotonine, noradrenaline en dopamine. Tevens remt het de heropname van moleculen GABA en L-glutamaat.
Een studie uitgevoerd bij mensen met een zware depressie liet geen effect zien van sint-janskruid. Bij lichte tot matige depressies is er wel bewijs voor de werkzaamheid. Diverse kleinere studies wijzen erop dat sint-janskruid bij de behandeling van lichte tot matige depressie effectiever is dan een placebo en net zo effectief als tricyclische antidepressiva. Deze conclusie wordt ondersteund door verschillende meta-analyses en een Cochrane review.
In 2007 is een preparaat op basis van sint-janskruid door het Nederlandse College ter Beoordeling van Geneesmiddelen (CBG) geregistreerd als medicament tegen een milde of matige depressie. Volgens het CBG heeft de aanvrager de werking van het product voldoende aangetoond.
Sint-janskruid wordt ook wel gebruikt als middel tegen stress en slapeloosheid. Bij slapeloosheid die niet het gevolg is van een depressie kan het echter averechts werken.
Sint-jansolie vervaardigd uit het kruid wordt gebruikt bij brandwonden en zonnebrand.

### Bijwerkingen
Sint-janskruidpreparaten worden over het algemeen goed verdragen.
Mogelijke bijwerkingen:
- Maag-darmklachten
- Huidveranderingen (onder andere verkleuring)
- Moeheid
- Rusteloosheid
- Duizeligheid
- Hoofdpijn
- Slapeloosheid
- Droge mond
- Fototoxisch effect. Onder invloed van UV-straling van de zonnebank of zonlicht kan het huiduitslag en roodheid veroorzaken.
- Psychose (zeldzaam), vooral bij mensen met een bipolaire stoornis en toename van angst[10]

In het Nederlands Tijdschrift voor Geneeskunde is een casus gemeld van een patiënt met zelfmoordgedachten en agressiviteit die mogelijk verband hielden met het gebruik van sint-janskruid.
In grote hoeveelheden is de plant giftig voor grazend vee.

#### Interacties met geneesmiddelen
Sint-janskruid kan de werking van geneesmiddelen nadelig beïnvloeden. Het versterkt de werking van het lever-enzymsysteem cytochroom P450, waardoor een aantal geneesmiddelen sneller wordt afgebroken en daardoor een geringere werking heeft. Zo kan het gebruik van sint-janskruid onder andere de werking van de anticonceptiepil verminderen. Tevens wordt de activiteit van het transporteiwit P-glycoproteïne verhoogd met eenzelfde effect.
Waargenomen is dat gezondheidsproducten met sint-janskruid de werking van de volgende geneesmiddelen kunnen verminderen:
- hormonale anticonceptiva;
- antistollingsmiddelen van het coumarinetypetype, zoals acenocoumarol (onder andere Sintrom) en fenprocoumon (onder andere Marcoumar);
- anti-epileptica: fenobarbital en fenytoïne;
- luchtwegverwijders: theofylline;
- hartglycosiden: digoxine;
- hiv-remmers: indinavir;
- maagzuurremmer: omeprazol;[16]
- immuunsysteemremmers: ciclosporine.

Sint-janskruid kan de werking van antidepressiva beïnvloeden. Dit geldt ook indien een tricyclisch antidepressivum, zoals amitriptyline, bij neuropathie wordt gebruikt. Producten waarin Sint-janskruid is verwerkt verhogen de hoeveelheid serotonine in de hersenen. In combinatie met een MAO-remmer, een SSRI of clomipramine bestaat hierdoor kans op het ontstaan van het serotoninesyndroom.
Gelijktijdig gebruik van sint-janskruid en een antidepressivum wordt daarom afgeraden. Om deze reden is het sinds november 2001 verplicht om op de verpakking of in de bijsluiter van producten die sint-janskruid bevatten een tekst te vermelden waarin gewaarschuwd wordt voor de effecten op medicatie.

### Medisch gebruik in de oudheid
In de oudheid werd sint-janskruid gebruikt bij brandwonden en andere wonden. Hippocrates en Paracelsus († 1541) hebben dit gebruik beschreven.
Sint-janskruid is in alle Europese culturen een belangrijke plant, er zijn vele legenden aan de plant verbonden; in een aantal gevallen was het zelfs een cultusplant. Het kruid is genoemd naar Sint-Jan, omdat het hoogtepunt van de bloei op de feestdag van Sint-Jan valt (24 juni); ook is St. Jan de heilige van het Licht, zijn feest valt in de periode van het oude Midzomerfeest, waaraan de Sint-Jansvuren nog herinneren. De rode olie die de plant bevat heeft tot veel legendevorming geleid: bij de oude Germanen zou het het bloed zijn geweest van Baldr, de Germaanse god van de Natuur, de Zomer en het Licht, maar ook het bloed van oppergod Wodan nadat hij door een everzwijn was verwond. Aan het kruid werden allerlei magische krachten toegedicht, bijvoorbeeld bond men het op daken om te beschermen tegen onweer. Ook waren er vruchtbaarheidsrituelen verbonden aan het kruid, bijvoorbeeld: een vrouw die graag kinderen wilde, moest op Midzomernacht naakt het kruid plukken.

### Sint-janskruid als afweermiddel
De bijnaam "jaag den duvel" geeft aan dat sint-janskruid volgens overleveringen vroeger ook wel als afweerkruid werd gebruikt om zich te beschermen tegen hekserij, magie of andere mogelijke gevaren.
... ·
H. androsaemum  (Mansbloed) · 
H. canadense (Canadees hertshooi) · 
H. elodes (Moerashertshooi) · 
H. hirsutum (Ruig hertshooi) · 
H. humifusum (Liggend hertshooi) · 
H. linariifolium (Lijnbladig hertshooi) · 
H. maculatum · 
H. maculatum subsp. maculatum (Gevlekt hertshooi) · 
H. maculatum subsp. obtusiusculum (Kantig hertshooi) · 
H. montanum (Berghertshooi) · 
H. olympicum · 
H. perforatum (Sint-janskruid) · 
H. pulchrum (Fraai hertshooi) · 
H. tetrapterum (Gevleugeld hertshooi) · 
...